# Municipio de Union (condado de Madison, Ohio)
El municipio de Union (en inglés: Union Township) es un municipio ubicado en el condado de Madison en el estado estadounidense de Ohio. En el año 2010 tenía una población de 6246 habitantes y una densidad poblacional de 62,12 personas por km².

## Geografía
El municipio de Union se encuentra ubicado en las coordenadas 39°52′28″N 83°27′36″O / 39.87444, -83.46000. Según la Oficina del Censo de los Estados Unidos, el municipio tiene una superficie total de 100.55 km², de la cual 100.02 km² corresponden a tierra firme y (0.53%) 0.53 km² es agua.

## Demografía
Según el censo de 2010, había 6246 personas residiendo en el municipio de Union. La densidad de población era de 62,12 hab./km². De los 6246 habitantes, el municipio de Union estaba compuesto por el 64.43% blancos, el 34.1% eran afroamericanos, el 0.18% eran amerindios, el 0.26% eran asiáticos, el 0.05% eran isleños del Pacífico, el 0.59% eran de otras razas y el 0.4% pertenecían a dos o más razas. Del total de la población el 1.47% eran hispanos o latinos de cualquier raza.